# Potentilla knoblochii
Potentilla knoblochii är en rosväxtart som beskrevs av Paul Carpenter Standley. Potentilla knoblochii ingår i Fingerörtssläktet som ingår i familjen rosväxter. Inga underarter finns listade i Catalogue of Life.